# Marcel van Crombrugge
Marcel Lucien van Crombrugge (født 13. september 1880, død 23. september 1940) var en belgisk roer, som deltog i de olympiske lege 1900 i Paris.
Crombrugge var med i den belgiske otter (fra klubben Royal Club Nautique de Gand) ved OL 1900. Her blev belgierne nummer to i det indledende heat, og i finalen vandt de sølv med tiden 6.13,8 minutter efter den amerikanske båd, der roede i 6.07,8, mens hollænderne vandt bronze i 6.23,0. Den øvrige besætning i den belgiske båd blev udgjort af Maurice Verdonck, Frank Odberg, Oscar de Somville, Prospère Bruggeman, Oscar de Cock, Maurice Hemelsoet, Jules de Bisschop og Alfred van Landeghem.